# Molgora
Il Molgora (la Molgora, pr. mùlgura, in dialetto brianzolo e in dialetto milanese) è un torrente lombardo che nasce in provincia di Lecco, attraversa la provincia di Monza e Brianza e termina nella Muzza tra le province di Milano e Lodi.

## Etimologia
L'origine dell'idronimo è celtica. Probabilmente il suo nome originario fu Morga o Mroga, col significato di "confine". Successivamente, probabilmente in epoca gallo-romana, il torrente, od alcuni suoi tratti, sono cominciati ad essere chiamati con il diminutivo, Morgola. Questo è il toponimo che, con i fenomeni fonetici ordinari del lombardo occidentale, porta fino a /'murgura/ e /'mulgura/, di cui il toponimo ufficiale attuale costituisce un recente adattamento alla lingua italiana.

## Idrografia
Il torrente Molgora nasce in due rami nei comuni di Colle Brianza e Santa Maria Hoè. Scende con una modesta portata e frequenti cascatelle fino a Olgiate Molgora ove raccoglie altri piccoli corsi d'acqua e comincia ad assumere i connotati di un torrente, in questo tratto passa molto vicino all'Adda per poi allontanarsene. Prosegue quindi verso Osnago attraversando la valle cui dà il nome. Ad Usmate Velate raccoglie le acque del Molgoretta, un piccolo corso d'acqua che scende da ovest arricchito dai ruscelli Lavandaia e Curone. A Vimercate aumenta anche la profondità: vi sono "buche" di oltre un metro. Più a valle il torrente, superata Caponago, entra a Pessano con Bornago, dove sottopassa il Villoresi ricevendone parte delle acque, con un manufatto chiamato in brianzolo e in milanese tri boch de pessàn. Successivamente il torrente passa sotto anche al naviglio Martesana a Gorgonzola, con un semplice ponte che contiene naviglio e alzaia. Il torrente Molgora scende poi verso Cassina de' Pecchi e Melzo; a sud di Melzo delimita il confine tra la provincia di Milano e quella di Lodi, tra i comuni di Truccazzano e Comazzo, fino alla confluenza nella Muzza, che a sua volta sfocia nel fiume Adda.
Le esondazioni più recenti nei comuni del milanese si sono verificate il 12 e il 15 novembre 2014 dopo molti giorni di pioggia, la quale ha causato il blackout delle linee S5 e S6 del passante ferroviario, con 170 cm d'acqua all'interno della centralina della stazione di Melzo.

## Condizioni ambientali
Fino a Merate le acque del torrente Molgora possono definirsi ancora piuttosto limpide e pulite. Nella parte alta sono state osservate le trote e più in basso piccole colonie di vaironi. Passata la località Sbianca, invece, le acque tendono a deteriorarsi e i pesci a scomparire. In passato si erano verificati frequenti casi di inquinamento da coloranti e talvolta le acque del torrente si presentavano colorate a tinte assai vive. Tuttavia secondo recenti analisi sembra che la concentrazione di colibatteri fecali sia diminuita di dieci volte negli ultimi quattro anni; l'allungamento della rete fognaria che scende fino a Ronco Briantino potrà senz'altro migliorare ancora la qualità delle acque. A Melzo, accanto a bellissimi scorci di paesaggio caratterizzati proprio dallo snodarsi del piccolo fiume, è presente una discreta quantità di pesci (trote e cavedani) anche nel tratto cittadino del torrente, in particolare presso il ponte di Via Verdi.
Attualmente, in continuo aumento, è la presenza di cavedani lungo la tratta in Vimercate fra il Cimitero e il Parco Sud; incremento notato fra il 2010 e il 2011 con esemplari avvistati di circa 1 kg di peso. Il tutto fa immaginare anche un continuo miglioramento delle condizioni ambientali che dovrebbero essere scrupolosamente monitorate e salvaguardate con una presenza costante di personale atto a scoraggiare l'abbandono di rifiuti vari dentro e attorno al corso.

## Galleria d'immagini

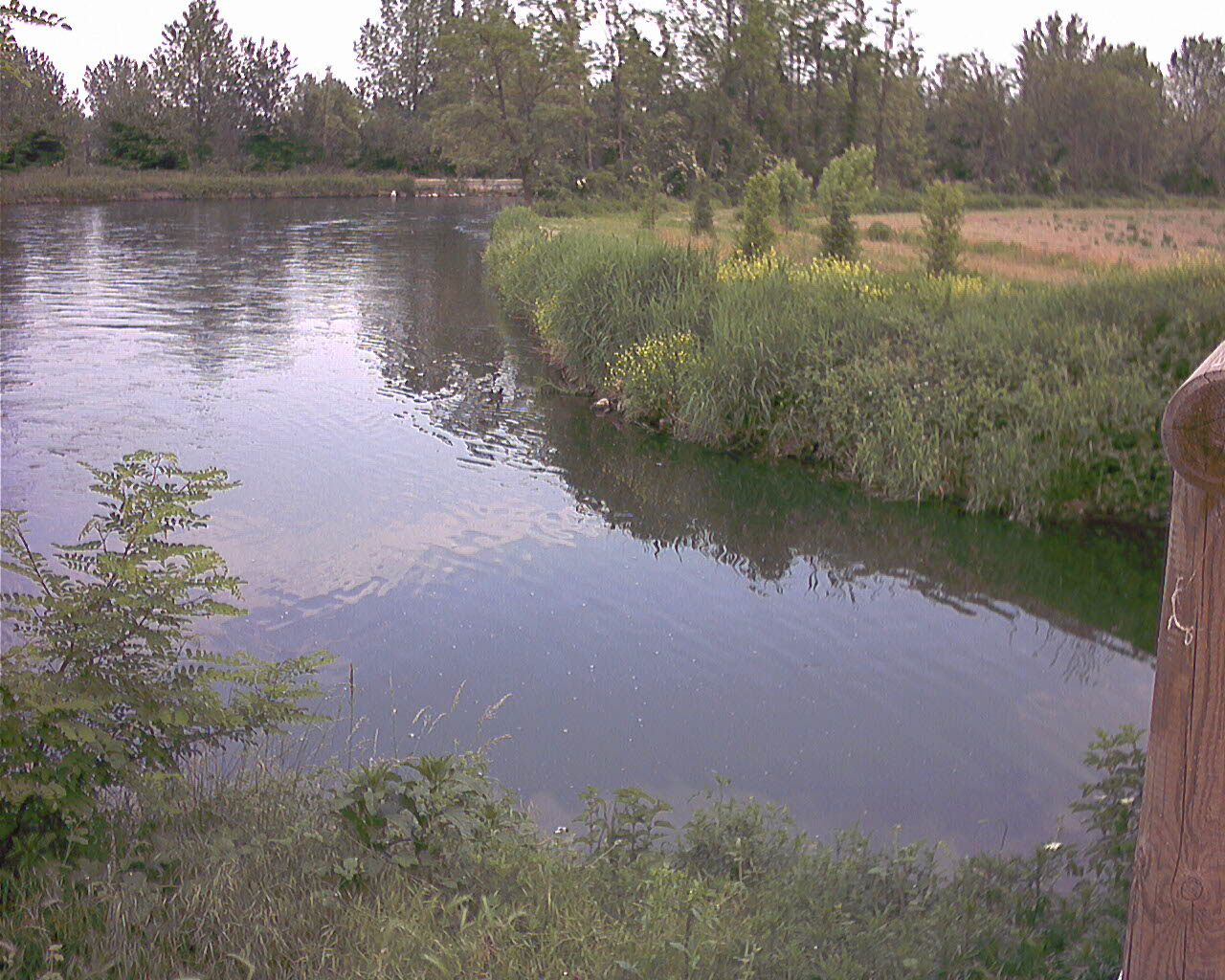
Il Molgora all'immissione nella Muzza
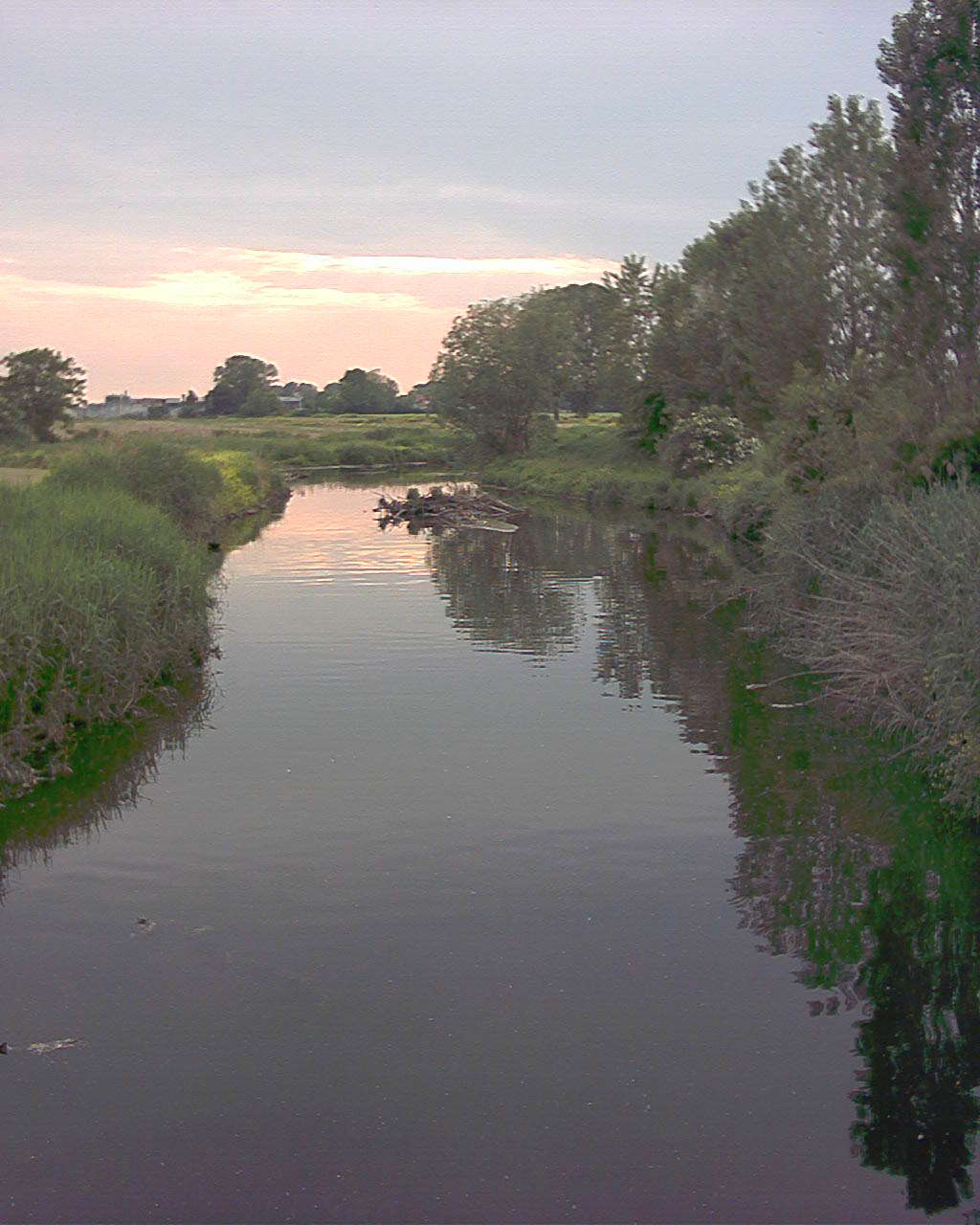
Il Molgora nel tratto finale pianeggiante, al tramonto
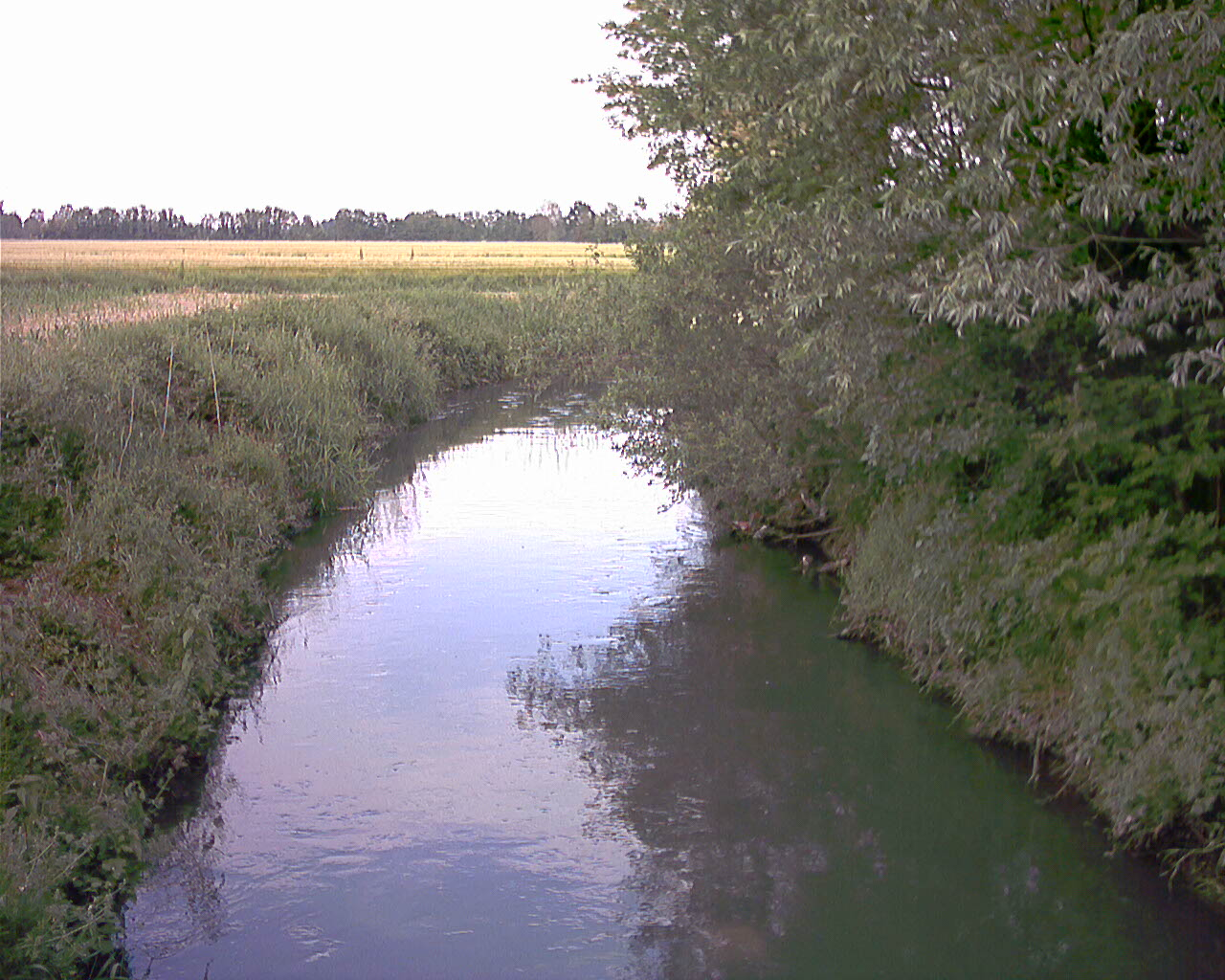
Il Molgora tra Cavaione e Lavagna, prima della confluenza con la Muzza